# Niaqornaarsuk
Niaqornaarsuk is een plaats aan de westkust van Groenland. De plaats behoort tot de gemeente Qeqertalik en telde 280 inwoners in 2018.

## Ligging
Niaqornaarsuk ligt ongeveer 200 km ten noorden van de poolcirkel, op een schiereiland in een gebied met meerdere (schier)eilanden en fjorden die in de Davis Straat uitmonden. Kangaatsiaq ligt 26 km noordwestelijker. De dichtstbijzijnde plaats is Iginniarfik, 16 km naar het zuidwesten.

## Economie
Niaqornaarsuk leeft van de visvangst en in de winter van de jacht op zeerobben. In de visfabriek van het dorp wordt vooral kuit verwerkt en ook gezouten vis uit kabeljauw geproduceerd.

## Infrastructuur
Niaqornaarsuk heeft een haven en een heliport. De fjord is doorgaans het hele jaar bevaarbaar. In de winter wordt er gevlogen op Kangaatsiaq en Aasiaat.
De plaats heeft een elektriciteits- en waterleidingnetwerk. Er is geen riolering, vast afval wordt gestort en verbrand.

## Bebouwing
In Niaqornaarsuk staat een school met plaats voor ruim 50 kinderen. Een filiaal van Pilersuisoq levert levensmiddelen en non-food. In 1981 werd een kerk gebouwd. Verder is er een gemeenschapsgebouw, een servicegebouw, een voetbalveld en een ziekenboeg.

## Bevolkingsontwikkeling
Niaqornaarsuk is het grootste dorp van het district en het vierde van Groenland. Na het jaar 2000 is het aantal inwoners langzaam dalend.
| jaar | inwoners |
| ---- | -------- |
| 1977 | 298      |
| 1981 | 301      |
| 1991 | 328      |
| 2001 | 367      |
| 2011 | 290      |
| 2018 | 280      |

## Geboren in
- Nikolaj Jeremiassen (* 1961), Politicus (Siumut)

## Panorama

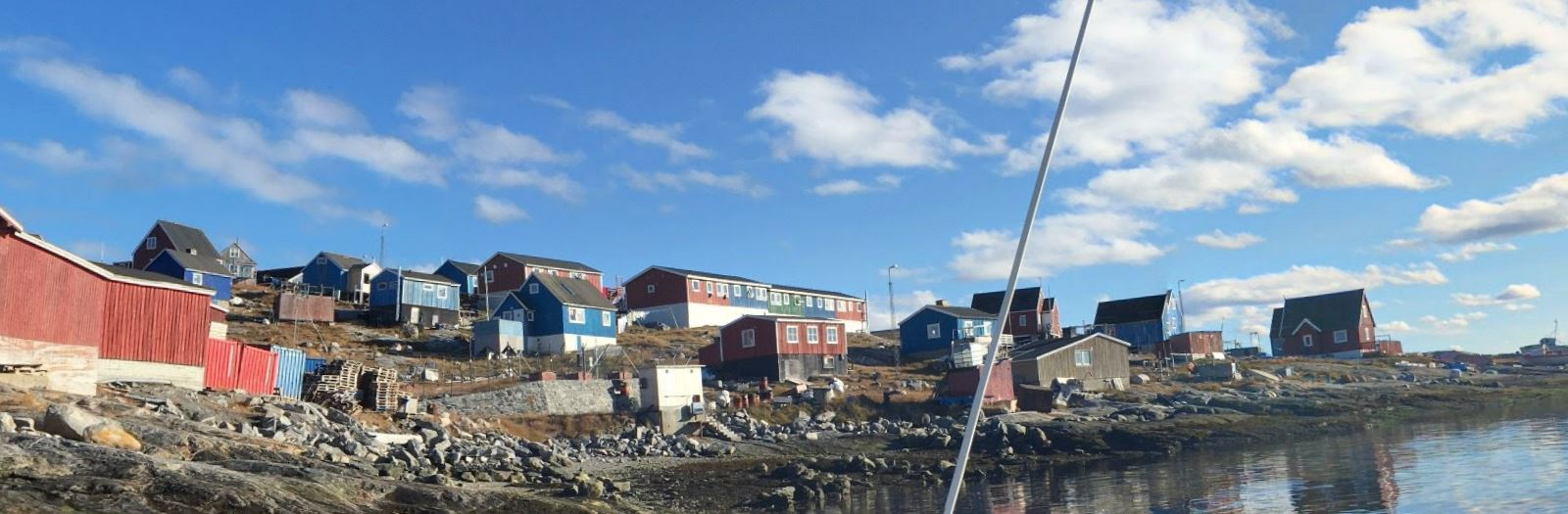
Niaqornaarsuk (2017)